# Adam Bülow-Jacobsen
Adam Bülow-Jacobsen (født 16. august 1943 i Hellerup) er en dansk filolog indenfor græsk papyrologi og tidl. professor. Han er optaget i Kraks Blå Bog.
Han blev i 1962 student fra Østre Borgerdydskole. I 1972 blev han cand.mag. i klassisk filologi fra Københavns Universitet. I perioden 1972-1985 modtag han forskellige stipendier fra Københavns Universitet, Statens Humanistiske Forskningsråd og Carlsbergfondet, hvoraf han 1972-1976 studerede græsk papyrologi ved University of London, hvorfra han i 1977 blev Ph.D. Fra 1985 var han forskningsprofessor ved Københavns Universitet indtil 1990 hvorefter han blev Carlsbergfonds-professor indtil 1995. Derfra var han lektorvikar ved Københavns Universitet indtil 2002, og så forskningslektor samme sted indtil sin pensionering i 2004.